# Rose Mutiso
Rose Mumbe Mutiso (* in Nairobi) ist eine kenianische Materialwissenschaftlerin und Energieexpertin. Sie ist Mitgründerin des in Nairobi ansässigen Mawazo Institute und arbeitet für den Thinktank Energy for Growth Hub (EFGH), zuletzt als Research Director und heute als Science Advisor. 2023 wurde sie mit dem McGuire Family Prize for Societal Impact des Dartmouth College ausgezeichnet. Bekannt ist sie zudem durch TED-Vorträge und Beiträge u. a. für Scientific American und Science.

## Leben
Mutiso kam in Kenias Hauptstadt Nairobi zur Welt, wo sie auch aufwuchs. Sie ist das jüngste von sechs Kindern des Geographen Samuel Mutiso, der als Professor an der University of Nairobi lehrte. Ihre Mutter war als Beamtin im Umweltministerium tätig. In ihrer Jugend nahm Mutiso an einem Highschool-Austauschprogramm mit einer Privatschule in Massachusetts teil. Später studierte sie Ingenieurwissenschaften am Dartmouth College, wo sie 2008 mit dem Bachelor of Arts abschloss. 2013 promovierte sie in Materials Science and Engineering an der University of Pennsylvania in der Forschungsgruppe von Karen I. Winey.
2013/2014 war Mutiso als AIP-ASA Congressional Science Fellow im Büro des US-Senators Chris Coons tätig. Danach wirkte sie als Senior Fellow im Office of International Climate and Clean Energy des US-Energieministeriums (DOE).

## Wirken
Mutiso forscht und arbeitet in den Bereichen Werkstoffforschung, Energie- und Innovationspolitik mit Schwerpunkt auf Energiezugang, Energiewende und Industrialisierung afrikanischer Volkswirtschaften. 2017 gründete sie gemeinsam mit Rachel Strohm das Mawazo Institute in Nairobi, das Nachwuchswissenschaftlerinnen fördert und öffentlichkeitswirksame Wissenschaftsformate entwickelt.
Beim Energy for Growth Hub verantwortete sie als Forschungsleiterin (später Science Advisor) Analysen und Kommunikationsformate zur Bekämpfung von Energiearmut; u. a. kuratiert sie den Podcast High Energy Planet und hält internationale Vorträge, darunter TED-Talks zu Afrikas Energiesystemen. Als Autorin schrieb sie Beiträge für Scientific American und veröffentlichte 2023 einen Kommentar in Science zur lokal verankerten Gestaltung afrikanischer Energiewenden.
Von 2017 bis 2019 war Mutiso Ambassador des Next Einstein Forum (NEF) für Kenia und koordinierte u. a. die Africa Science Week in Nairobi. 2020 stand sie auf der Shortlist des Pritzker Emerging Environmental Genius Award der UCLA.
Für ihre wissenschaftsbasierte Arbeit an der Schnittstelle von Energie, Klima und Entwicklung erhielt Mutiso 2023 den McGuire Family Prize for Societal Impact (100.000 US-$).